# Chibchacris sturmi
Chibchacris sturmi is een rechtvleugelig insect uit de familie veldsprinkhanen (Acrididae). De wetenschappelijke naam van deze soort is voor het eerst geldig gepubliceerd in 1981 door Ronderos.
1. ↑  (en) Chibchacris sturmi op de IUCN Red List of Threatened Species.